# Nicole Duval Hesler
Pour les articles homonymes, voir Duval.
Nicole Duval Hesler, née le 8 avril 1945, est une juriste québécoise. Elle a été la juge en chef du Québec de 2011 à 2020, première femme à occuper ce poste.

## Biographie
En 1967, elle obtient un diplôme en droit « avec mention » de l'Université de Montréal. Elle est admise au barreau du Québec l'année suivante puis se joint à l'étude montréalaise Buchanan McAllister, qui deviendra McAllister, Blakely, Hesler & Lapierre. Elle y devient associée en 1976. En tant qu'avocate, elle se spécialise en litige, notamment en matière de responsabilité civile, de responsabilité pour produits, de droit de la construction, de faillite et de droit environnemental. En 1979, elle devient membre du comité du Tribunal des droits de la personne. Elle siège comme membre et présidente de plusieurs tribunaux fédéraux des droits de la personne. En 1990, elle devient administratrice du bureau du Collège des médecins du Québec. En 1992, elle devient juge à la Cour supérieure du Québec, puis à la Cour d'appel du Québec à partir de 2006. Elle est nommée juge en chef du Québec en 2011, devenant la première femme à accéder à ce poste. De 2012 à 2015, elle préside le comité des cours d'appel du Conseil canadien de la magistrature.